# Orthopsyllus propinquus
Orthopsyllus propinquus är en kräftdjursart som beskrevs av Albert Monard 1926. Orthopsyllus propinquus ingår i släktet Orthopsyllus och familjen Orthopsyllidae. Inga underarter finns listade i Catalogue of Life.